# 長岡大花火 打ち上げ、開始でございます
『長岡大花火 打ち上げ、開始でございます』（ながおかおおはなび うちあげ、かいしでございます）は、2024年6月28日に公開された映画作品。
2023年8月に実施された「長岡花火大会」に密着したドキュメンタリー映画。

## キャスト
- ナレーション - 佐藤栞里

## スタッフ
- 監督・エグゼクティブプロデューサー - 坂上明和
- プロデューサー - 吉田貢、伊藤聖
- 企画原案・協力プロデューサー - 猿田ゆう
- 撮影技術統括 - 小山一彦
- チーフエンジニア - 貝瀬奈緒騎
- 撮影 - 小山一彦、伊藤義敬、貝瀬奈緒騎、伊藤悠太、須藤裕伸、小田小之、田村圭、高橋のぶ、山本佳生、目黒秀綺、目黒真由子、呉原大和、川俣敦史、渡邊翔太、千葉仁、山本正人、小坂井健、吉田ほのか
- 音声 - 椛沢定、羽賀早苗
- 音楽効果 - 番匠祐司
- オーディオエンジニア - 妻藤卓也
- ミキサー - 出水菜々
- 音楽 - 髙橋慶吉
- 編集 - 斎藤隆
- 配給 - NAKACHIKA PICTURES
- 製作 - 夢プロジェクト